# Janów Lubelski
Janów Lubelski ist eine Stadt in der Woiwodschaft Lublin in Polen. Sie ist Sitz der gleichnamigen Stadt-und-Land-Gemeinde und des Powiat Janowski.

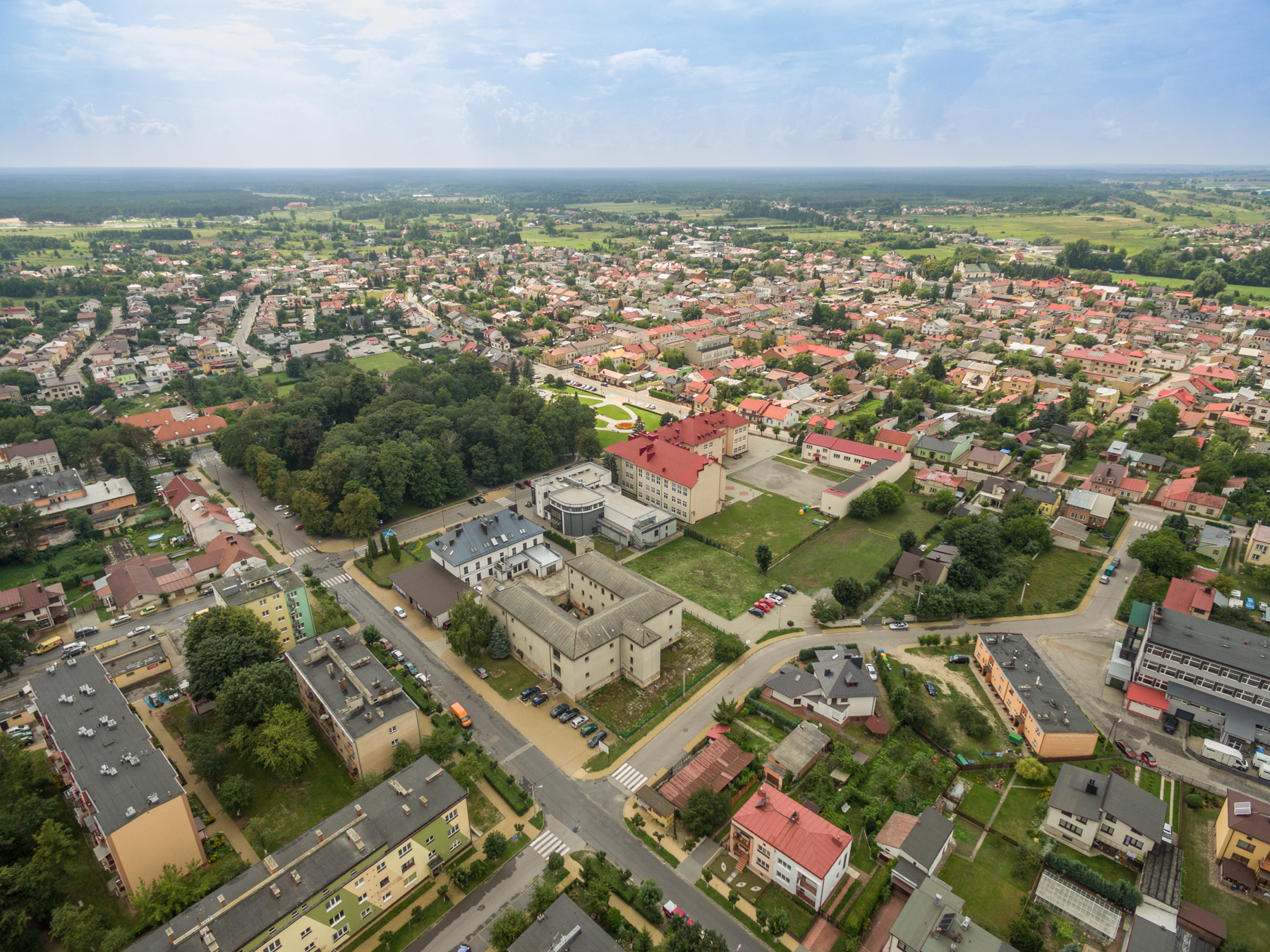
Das Stadtzentrum

## Geschichte
Das heutige Janów Lubelski wurde erstmals 1245 urkundlich erwähnt. Der damalige Name war Biała. Als Biała erhielt das Dorf am 21. Juli 1640 auch das Stadtrecht nach Magdeburger Recht durch König Władysław IV. Wasa verliehen. Eingeschlossen war das Recht auf einen wöchentlichen Markt am Montag sowie acht Jahrmärkte pro Jahr. 1642 wurde erstmals der Name Janów in deinem Dokument verwendet. Der Name leitet sich von dem Personennamen Jan ab und geht vermutlich entweder auf Jan Sobiepan Zamoyski oder Jan Zamoyski zurück.
1648 wurde die Stadt von den Truppen des Kosakenführers Bohdan Chmelnyzkyj zerstört.
1740, 1743 und 1754 wurde Janów von Bränden zerstört. Bei der Ersten Teilung Polens kam es an Österreich. 1776 kehrte die Stadt an das verbliebene kleine Polen zurück, bevor es in der Dritten Teilung Polens wiederum an Österreich fiel.
1809 kam Janów an das neugebildete Herzogtum Warschau und 1815 dann an Kongreßpolen. 1860 wurden in der Stadt zwei Hotels, vier Gasthäuser, eine Apotheke, zwölf Schenken sowie eine Grundschule gezählt.
Durch eine allgemeine Reform der Verwaltung auf dem polnischen Gebiet durch den russischen Zaren wurde Janów 1867 Kreissitz.
Nach dem Ersten Weltkrieg wurde Janów Teil des wiederentstandenen Polens.
Zu Beginn des Zweiten Weltkrieges wurde die Stadt von der Luftwaffe der Wehrmacht bombardiert und bis zu 85 Prozent zerstört. Etwa 350 Menschen kamen dabei ums Leben. Nach der Besetzung durch die Deutschen wurde 1940 ein Arbeitslager eingerichtet. Mit Unterstützung durch die Armia Ludowa marschierte am 26. Juli 1944 die Rote Armee in Janów ein. 
In der Folge des Krieges wurde die Stadt Teil der Volksrepublik Polen und 1956 Sitz eines Powiats. Zwischen 1975 und 1998 war sie Teil der Woiwodschaft Tarnobrzeg.
Seit 1986 besteht das örtliche Regionalmuseum.

### Einwohnerentwicklung
In der zweiten Hälfte des 17. Jahrhunderts lebten etwa 1.000 Menschen in Janów. In der zweiten Hälfte des 18. Jahrhunderts hatte sich die Einwohnerzahl auf 2.000 verdoppelt. Mitte des 19. Jahrhunderts war die Zahl der Einwohner auf 3.500 angewachsen. Anfang des 20. Jahrhunderts hatte sich die Einwohnerzahl weiter erhöht, jetzt lebten 8.000 Menschen in Janów.
Im Juni 2007 lebten 11.971 Menschen in Janów Lubelski.

## Gemeinde
Die Stadt-und-Land-Gemeinde Janów Lubelski umfasst neben der Stadt selbst elf Schulzenämter und sechs weitere Dörfer. Auf der Fläche von 178,24 km² leben etwa 16.000 Einwohner. 62 Prozent der Gemeindefläche sind Waldgebiete und 26,5 Prozent werden landwirtschaftlich genutzt.

## Verkehr
Vom Südwesten erreicht die Landesstraße 19 und von Osten die Landesstraße 74 Janów Lubelski. Beide vereinigen sich in der Stadt und führen nach Norden. Dort führen sie nach Kraśnik, wo sie sich wieder trennen.
Der nächste internationale Flughafen ist der Flughafen Rzeszów-Jasionka, welcher etwa 75 Kilometer südlich liegt.